# Дзвінкий губно-зубний апроксимант
Губно-зубний апроксимант — приголосний звук, що існує в деяких мовах. У Міжнародному фонетичному алфавіті записується як ⟨ʋ⟩. В українській мові цей звук передається на письмі літерою в.

## Назва
- Губно-зубний апроксимант
- Лабіо-дентальний апроксимант (англ. labiodental approximant)
- Дзвінкий губно-зубний апроксимант
- Дзвінкий лабіо-дентальний апроксимант

## Властивості
Властивості «губно-зубного апроксиманта»:
- Тип фонації — дзвінка, тобто голосові зв'язки вібрують від час вимови.
- Спосіб творення — апроксимант, тобто один артикулятор наближається до іншого, утворюючи щілину, але недостатньо вузьку для спричинення турбулентності.
- Місце творення — губно-зубне, тобто він артикулюється нижньою губою проти верхніх зубів.
- Це ротовий приголосний, тобто повітря виходить крізь рот.
- Це центральний приголосний, тобто повітря проходить над центральною частиною язика, а не по боках.
- Механізм передачі повітря — егресивний легеневий, тобто під час артикуляції повітря виштовхується крізь голосовий тракт з легенів, а не з гортані, чи з рота.

## Приклади
| Мова                | Слово    | МФА         | Значення | Примітки                                               |
| ------------------- | -------- | ----------- | -------- | ------------------------------------------------------ |
| вірменська (східна) | ոսկի     | [ʋɔski]     | золото   |                                                        |
| гавайська           | wikiwiki | [ʋikiʋiki]  | швидко   | Інша реалізація — [w] або [v]. Див. гавайська фонетика |
| гінді               | वरुण      | [ʋəruɳ]     | Варуна   | Див. фонетика гінді                                    |
| гуарані             | avañe'ẽ  | [ʔãʋ̃ãɲẽˈʔẽ] | гуарані  | Опозиція /w/ і /ɰ/                                     |
| данська             | véd'     | [ʋe̝ːˀð̠˕ˠ]   | знає     | Див. данська фонетика                                  |
| маратхі             | वजन      | [ʋə(d)zən]  | вага     | Див. фонетика маратхі                                  |
| німецька            | was      | [ʋas]       | що?      | Див. німецька фонетика                                 |
| норвезька           | venn     | [ʋɛ̝nː]      | друг     | Інша реалізація — [v]. Див. норвезька фонетика         |
| пенджабська         | ਵਾਲ       | [ʋäːl]      | волосся  |                                                        |
| сербська            | цврчак   | [t͡sʋř̩ːt͡ʃak] | цвіркун  | Інша реалізація — [v]. Див. сербська фонетика          |
| словенська          | veter    | [ˈʋéːtər]   | вітер    | Інший запис — [v]. Див. словенська фонетика            |
| українська          | вітер    | [ˈʋi.t̪ɛ̝r]   | —        | Див. українська фонетика                               |
| фінська             | vauva    | [ˈʋɑuʋːɑ]   | дитина   | Див. фінська фонетика                                  |
| шведська            | vän      | [ʋɛn]       | друг     | Див. шведська фонетика                                 |